# Psoralea fascicularis
Psoralea fascicularis är en ärtväxtart som beskrevs av Dc. Psoralea fascicularis ingår i släktet Psoralea och familjen ärtväxter. Inga underarter finns listade i Catalogue of Life.